# Hannes Björninen
Hannes Björninen (ur. 19 października 1995 w Lahti) – fiński hokeista, reprezentant Finlandii, olimpijczyk.
Jego brat Anton (ur. 1988) także został hokeistą.

## Kariera
- Pelicans U16 (2010-2011)
- Pelicans U17 (2011/2012)
- Pelicans U18 (2011-2013)
- Pelicans U18 (2012-2014)
- Pelicans (2014-2021)
  -  KooKoo (2015)
  -  Peliitat (2015/2015)
- Jokerit (2021-2022)
- Pelicans (2022)
- Brynäs IF (2022-2023)
- Örebro HK (2023-)

Wychowanek i wieloletni zawodnik klubu Pelicans Lahti w rodzinnym mieście. Od sezonu 2014/2015 grał w zespole seniorskim w rozgrywkach Liiga. Po raz ostatni przedłużył kontrakt z klubem w lutym 2019 o dwa lata. W maju 2021 ogłoszono jego angaż do zespołu Jokeritu, występującego w rosyjskich rozgrywkach KHL. Po wycofaniu się Jokeritu z KHL w sezonie 2021/2022 pod koniec lutego 2022 został ponownie graczem macierzystego Pelicans. Od kwietnia 2022 reprezentował szwedzki Brynäs IF. Po sezonie 2022/2023 odszedł z tego klubu. W kwietniu 2023 został zawodnikiem Örebro HK.
Uczestniczył w turniejach mistrzostw świata do lat 20 edycji 2015, seniorskich mistrzostw świata edycji 2021, 2022 oraz zimowych igrzysk olimpijskich 2022.

## Sukcesy
Reprezentacyjne
- Srebrny medal mistrzostw świata: 2021
- Złoty medal zimowych igrzysk olimpijskich: 2022
- Złoty medal mistrzostw świata: 2022

Klubowe
- Srebrny medal Mestis: 2015 z KooKoo
- Puchar Tatrzański: 2016 z Pelicans

Indywidualne
- Liiga (2019/2020)
  - Pierwsze miejsce w klasyfikacji skuteczności wygrywanych wznowień w sezonie zasadniczym: 62,00%
- Liiga (2020/2021)
  - Pierwsze miejsce w klasyfikacji skuteczności wygrywanych wznowień w sezonie zasadniczym: 62,60%
- Hokej na lodzie na Zimowych Igrzyskach Olimpijskich 2022 – turniej mężczyzn[10][11]:
  - Finał Finlandia - Rosyjski Komitet Olimpijski 20 lutego 2022:
    - Otrzymał karę (czas gry 6:59), po której jego drużyna straciła gola (Michaił Grigorienko, czas gry 7:17)
    - Zaliczył asystę przy wyrównującym golu, który strzelił Ville Pokka (czas gry 23:28)
    - Zdobył zwycięskiego gola zmieniając tor lotu krążka po strzale Marko Anttili (czas gry 40:31)

  - Dziewiąte miejsce w klasyfikacji skuteczności we wznowieniach turnieju: 61,90%[12]
- Mistrzostwa Świata w Hokeju na Lodzie 2022 (elita):
  - Piąte miejsce w klasyfikacji skuteczności we wznowieniach w turnieju: 60,84%[13]